# Short Creek Raid

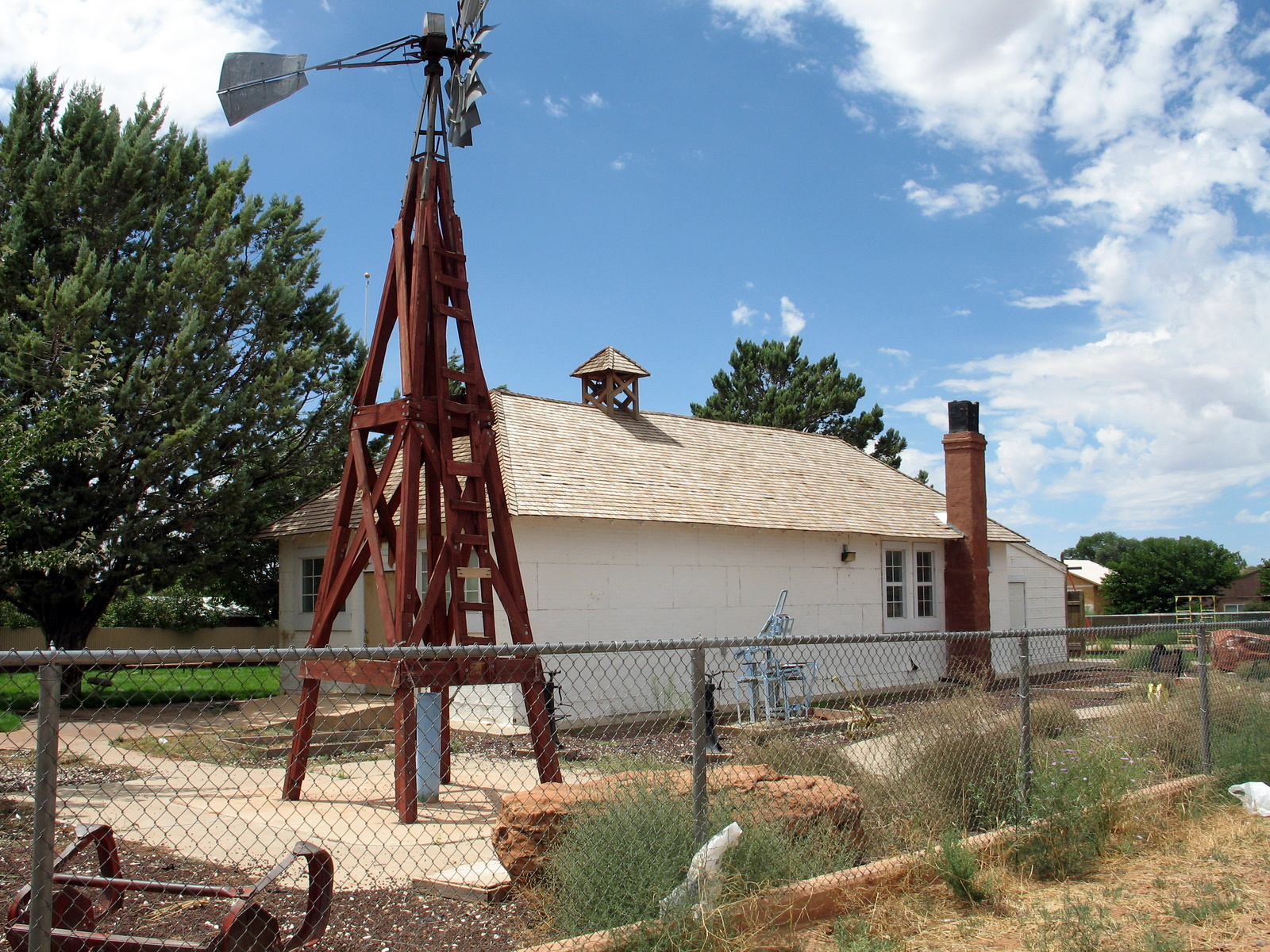
Das Schulhaus, in dem sich die mormonischen Fundamentalisten während der Razzia aufhielten.

Die Short Creek Raid (deutsch Short Creek Razzia) war eine Aktion des Arizona Department of Public Safety (AZDPS) und der Arizona National Guard gegen mormonische Fundamentalisten, die am Morgen des 26. Juli 1953 in Short Creek, Arizona, stattfand. Die Short Creek Raid war die größte Massenverhaftung von Polygamisten in der amerikanischen Geschichte. Zu dieser Zeit wurde sie als „die größte Massenverhaftung von Männern und Frauen in der modernen amerikanischen Geschichte“ beschrieben.

## Ereignisse
Kurz vor Sonnenaufgang am 26. Juli 1953 drangen 102 Beamte der staatlichen Strafverfolgungsbehörde des Arizona Department of Public Safety und Soldaten der Arizona National Guard in Short Creek ein. Die Gemeinde, die aus etwa 400 mormonischen Fundamentalisten bestand und über die geplante Razzia informiert worden war, wurde im Schulhaus beim Singen von Hymnen angetroffen, während die Kinder vor dem Schulhaus spielten. Unter den in Gewahrsam genommenen Personen befanden sich 263 Kinder. 164 dieser Kinder durften im März 1955 zu ihren Eltern zurückkehren, während einigen anderen Eltern das Sorgerecht dauerhaft entzogen wurde.

## Reaktion von Öffentlichkeit und Medien
Der Gouverneur von Arizona, John Howard Pyle, nannte die Razzia anfangs „eine bedeutsame Polizeiaktion gegen einen Aufstand“ und beschrieb die Mormonen-Fundamentalisten als Teilnehmer an „der übelsten Verschwörung, die man sich vorstellen kann“, und sagte, „sie käme einer weißen Sklaverei gleich“.
Mehr als 100 Reporter waren von Pyle eingeladen worden, die Polizei zu begleiten und die Razzia zu beobachten. Die Razzia und ihre Taktik erregten jedoch überwiegend negative Aufmerksamkeit in den Medien; eine Zeitung titelte:

„Mit welcher Ausdehnung der Phantasie könnten die Aktionen der Short Creek Kinder als Aufstand eingestuft werden? Haben diese Teenager, die auf einem Schulhof Volleyball spielen, eine Rebellion angezettelt? Aufruhr? Nun, wenn ja, ein Aufstand mit Windeln und Volleybällen!“

In derselben Woche, in der das Waffenstillstandsabkommen für den Koreakrieg am 27. Juli 1953 unterzeichnet wurde, erlangte die Razzia in den Medien der Vereinigten Staaten Bekanntheit, darunter in Artikeln der Nachrichtenmagazine Time und Newsweek, wobei viele Medien die Razzia als „abscheulich“ oder „unamerikanisch“ bezeichneten. Ein Kommentator meinte, dass die Berichterstattung über die Razzia „wahrscheinlich das erste Mal in der Geschichte war, dass amerikanische Polygamisten eine Medienberichterstattung erhielten, die weitgehend wohlwollend war.“ Ein anderer Kommentator bemerkte noch, dass die „einzige amerikanische Parallele des Überfalls die bundesstaatlichen Aktionen gegen die nordamerikanischen Ureinwohner im 19. Jahrhundert sind.“
Als Pyle 1954 seine Wiederwahl gegen den Kandidaten der Demokraten, Ernest McFarland, verlor, machte er die Auswirkungen der Razzia dafür verantwortlich, dass seine politische Karriere zerstört worden war.

## Unterstützung durch die LDS-Kirche
Eine der wenigen Medien, die die Razzia begrüßten, war die in Salt Lake City ansässige Tageszeitung Deseret News, die der Kirche Jesu Christi der Heiligen der Letzten Tage gehört (kurz HLT). Die News applaudierte der Razzia als eine notwendige Reaktion, um zu verhindern, dass die Fundamentalisten „zu einem Krebsgeschwür werden, das jenseits aller Hoffnung auf menschliche Heilung ist.“ Als die Zeitung später in einem Leitartikel ihre Unterstützung für die Trennung von Kindern von ihren polygamen Eltern zum Ausdruck brachte, kam es zu einer Gegenreaktion gegen die Zeitung und die Kirche durch eine Reihe von Mitgliedern der Heiligen der Letzten Tage, darunter auch die amerikanische Historikerin Juanita Brooks (1989–1989), die sich darüber beschwerte, dass die Kirchenorganisation „eine im Grunde so grausame und böse Sache wie das Wegnehmen kleiner Kinder von ihrer Mutter“ billige. Die Short Creek Razia war die letzte Aktion gegen polygame mormonische Fundamentalisten, die von der LDS-Kirche aktiv unterstützt wurde.

## Nachwirkungen
Nach der Short Creek Razzia kam es zu einer Verjüngung der fundamentalistisch polygamen mormonischen Kolonie in Short Creek. Durch die negative öffentliche Wahrnehmung die die Razzia von 1953 in Short Creek ausgelöst hatte, wurde eine neue Ära des Friedens eingeleitet, die auch eine allgemeine Lockerung der Polygamie-Vollstreckung im gesamten Westen mit sich brachte. Um sich weiter von dem Ereignis distanzieren zu können, ließ die Fundamentalistische Kirche Jesu Christi der Heiligen der Letzten Tage (kurz FLDS-Kirche) den Ortsnamen (der 1913 gegründeten Short Creek Community) Short Creek in Colorado City auf der Seite Arizonas und in Hildale auf der Seite Utahs ändern, um unangenehme Assoziationen mit dem Überfall zu vermeiden. Im Jahr 1991 gründeten die mormonischen Fundamentalisten in Colorado City offiziell die Fundamentalistische Kirche Jesu Christi der Heiligen der Letzten Tage. Mitglieder der Sekte wurden bis in die späten 1990er Jahre nicht wegen ihres polygamen Verhaltens strafrechtlich verfolgt, als man damit begann einzelne Personen strafrechtlich zu verfolgen. 2006 wurde das Oberhaupt der FLDS-Kirche, Warren Jeffs, auf die FBI-Liste der Zehn Meistgesuchten gesetzt. Am 29. August 2006 wurde er verhaftet und im August 2011 in Texas wegen zweifachen sexuellen Missbrauchs an Minderjährigen zu lebenslanger Haft verurteilt.

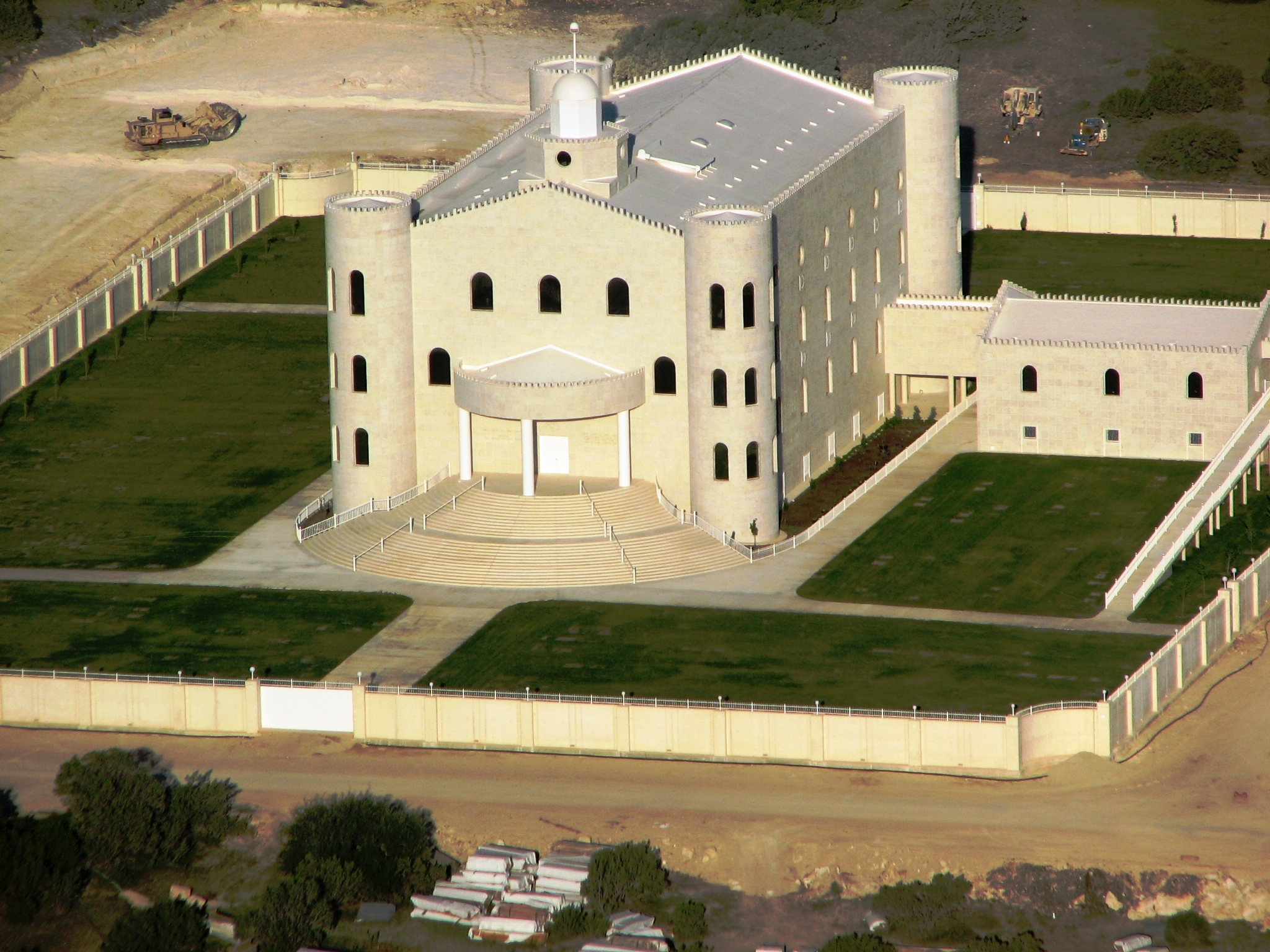
Der FLDS Tempel auf der YFZ Ranch in der Nähe von Eldorado im Schleicher County im Bundesstaat Texas.

Am 3. April 2008 führten Polizeibeamte und Ermittler der Kinderfürsorge eine Razzia auf einem von Warren Jeffs gegründeten FLDS-Gelände in Texas, der YFZ-Ranch (Yearning for Zion-Ranch deutsch Sehnsucht nach Zion-Ranch), durch, nachdem eine nicht identifizierte Anruferin behauptete ein 16-jähriges Mädchen zu sein und physischen und sexuellen Missbrauch vorwarf. Bis zum 8. April 2008 waren insgesamt 416 Kinder von den Behörden aus dem Gelände entfernt worden. Ein früheres Mitglied der FLDS-Kirche, Carolyn Jessop, meldete sich am 6. April 2008 vor Ort zu Wort und erklärte, dass die Aktion in Texas nicht mit dem Überfall in Short Creek zu vergleichen sei. Andere haben jedoch direkte Verbindungen zwischen den beiden Ereignissen in Betracht gezogen.